# Воля-Длужневська
Воля-Длужневська (пол. Wola Dłużniewska) — село в Польщі, у гміні Бабошево Плонського повіту Мазовецького воєводства.
Населення — 81 особа (2011).
У 1975-1998 роках село належало до Цехановського воєводства.

## Демографія
Демографічна структура станом на 31 березня 2011 року:
|          | Загалом | Допрацездатний вік | Працездатний вік | Постпрацездатний вік |
| -------- | ------- | ------------------ | ---------------- | -------------------- |
| Чоловіки | 46      | 4                  | 33               | 9                    |
| Жінки    | 35      | 4                  | 18               | 13                   |
| Разом    | 81      | 8                  | 51               | 22                   |